# Villers-Hélon
Villers-Hélon é uma comuna francesa na região administrativa de Altos da França, no departamento de Aisne. Estende-se por uma área de 8,07 km². Em 2010 a comuna tinha 218 habitantes (densidade: 27 hab./km²).